# 塞巴斯蒂安·博尔瑙
塞巴斯蒂安·博尔瑙（荷蘭語：Sebastiaan Bornauw；1999年3月22日—）是一名比利時的職業足球員，司職後衛，他現在效力於英超球隊列斯聯。

## 外部連結
- Soccerway資料庫：塞巴斯蒂安·博尔瑙
- Belgium profile （页面存档备份，存于） at Belgian FA